# Седжвик, Роберт
Роберт Седжвик (род. 20 декабря 1946) — американский учёный в области информатики, профессор Принстонского университета и член совета директоров компании Adobe Systems.
В 1975 году получил степень Ph.D. от Стэнфордского университета, защитив диссертацию про алгоритм быстрой сортировки под руководством Дональда Кнута.
В 1975-1985 годах преподавал и работал в Брауновском университете. С 1985 года по настоящее время работает в Принстонском университете. С 1990 года входит в совет директоров компании Adobe Systems. В 1997 году был избран почетным членом Ассоциации вычислительной техники за его научный труд по математическому анализу алгоритмов.
Автор многочисленных научных статей и серии учебников по алгоритмам.